# Анхалт-Пльотцкау
Княжеството Анхалт-Пльотцкау (на немски: Fürstentum Anhalt-Plötzkau) е немска територия на Свещената Римска империя от 1611 до 1665 г. Управлявано е от князете на Анхалт-Пльотцкау от род Аскани.

## История
През 1603 г. обединеното Княжество Анхалт е разделено от синовете на княз Йоахим Ернст, през 1606 г. на четирите княжества Анхалт-Десау, Анхалт-Бернбург, Анхалт-Кьотен и Анхалт-Цербст.
През 1611 г. княз Август, петият брат, получава господството Пльотцкау от княжество Анхалт-Бернбург под ръководството на Анхалт-Бернбург. През 1623 г. княжеството Анхалт-Пльотцкау получава своя войска.
През 1665 г. княжеството Анхалт-Пльотцкау наследява Анхалт-Кьотен според договора от 1603 г. и линията започва да се казва Анхалт-Кьотен-Пльотцкау. Княжеството Анхалт-Пльотцкау попада обратно на Анхалт-Бернбург и следствие на наследство и смяна на територии е дадено на Княжество Анхалт-Бернбург-Харцгероде.